# Antezant-la-Chapelle
Antezant-la-Chapelle település Franciaországban, Charente-Maritime megyében. Lakosainak száma 366 fő (2022. január 1.). Antezant-la-Chapelle Courcelles, Les Églises-d’Argenteuil, La Jarrie-Audouin, Loulay, Saint-Pardoult, Saint-Pierre-de-l’Isle, Vervant és Essouvert községekkel határos.

## Népesség
A település népességének változása:
| Lakosok száma | 302  | 352  | 353  | 356  | 363  | 356  | 349  | 340  | 348  | 366  |
|               | 1968 | 1982 | 1990 | 2006 | 2013 | 2015 | 2017 | 2019 | 2020 | 2022 |